# باتريك يوهانسون (لاعب باندي)
باتريك يوهانسون (بالسويدية: Patrik Johansson)‏ هو لاعب باندي ‏ سويدي، ولد في 13 سبتمبر 1988.